# Jagstheim
Jagstheim ist ein Stadtteil von Crailsheim, der bis zum 1. März 1972 eine eigene Gemeinde war.

## Geographie

### Geographische Lage
Das Dorf Jagstheim liegt etwa 5 Kilometer südlich der Stadt Crailsheim an der namensgebenden Jagst. Diese durchfließt das Gebiet der ehemaligen Gemeinde von Süd nach Nord, in sie münden im Stadtteil nacheinander von Osten der Degenbach, der kurz zuvor den etwa 6 ha großen Stausee Degenbachsee durchläuft, von Westen die Speltach und von Nordwesten die Maulach. Im Süden Jagstheims endet der hohenlohisch-fränkische Sprachraum.
Zum Stadtteil Jagstheim gehören außer dem namengebenden Dorf links der Jagst und südlich der Speltach auch der auf fast gleiche Fläche angewachsene Wohnplatz Burgberg nahe dem Ostufer der Jagst, die Weiler Alexandersreut knapp 3 km ostnordöstlich der Dorfmitte im unteren Degenbachtal sowie Eichelberg gut 1,5 km im Südosten auf dem linken Mündungssporn des Degenbachs, ferner die Höfe Stöckenhof knapp 2 km im Norden links von Jagst und mündenden Maulach sowie Kaihof auf einem Bergrücken weniger als 1,5 km im Ostnordosten nahe bei Burgberg, dazu ohne Ortsteilstatus die Siedlungsplätze Wiesmühle knapp 1 km am linken und Jakobsburg etwas über 1 km entfernt am rechten Jagstufer.

### Nachbarstadtteile und -gemeinden
An den Stadtteil Jagstheim grenzen die anderen Crailsheimer Stadtteile Onolzheim mit dem gleichnamigen Dorf im Nordwesten und Norden, Crailsheim im Norden und Nordosten mit darin als nächstem größeren Ort dem Dorf Ingersheim sowie Westgartshausen mit dem nächsten Weiler Wittau darin im Nordosten. An die Stadtteilgemarkung grenzt im Osten Gebiet der Nachbargemeinde Stimpfach um dessen Dorf Weipertshofen, im Süden und Westen solches der Nachbargemeinde Frankenhardt mit den nahen Weilern Steinbach an der Jagst, Bechhof und zuletzt Unterspeltach.

## Geschichte

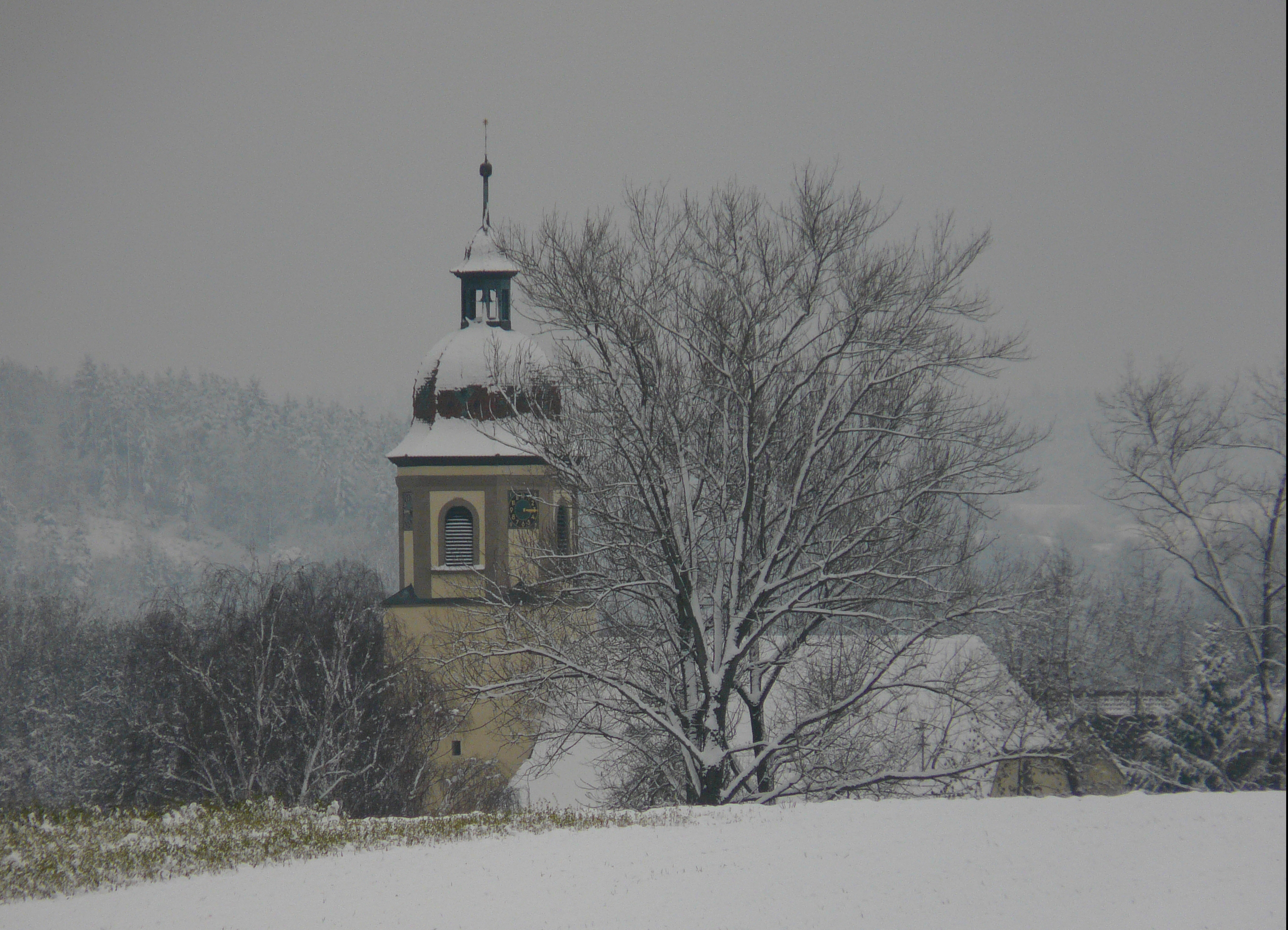
Nikolauskirche Jagstheim

Jagstheim ist vermutlich eine frühe fränkische Siedlungsgründung aus dem 6. oder 7. Jahrhundert.
Der Ort ist aus den beiden Siedlungen Jagstheim und Ganshofen entstanden, die im Laufe der Zeit zusammengewachsen sind. Ganshofen wurde erstmals 1183 urkundlich erwähnt, Jagstheim etwas später im Jahr 1212 als Iagesheim.
Die erste Erwähnung des Ortsadeligen „Helpf Jagstheim“ findet 1383 statt.
Am 1. März 1972 erfolgte die Eingemeindung nach Crailsheim.

## Religionen
In Jagstheim befinden sich drei Kirchen: Die evangelische Nikolauskirche der Kirchengemeinde Jagstheim, die sich auf einem Hügel innerhalb des Ortes erhebt und ein Grabmal sowie Gedenkplatten enthält. Neben der evangelischen Nikolauskirche existiert noch die zur katholischen Kirchengemeinde St. Bonifatius Crailsheim gehörige Kirche Peter und Paul in der Burgbergsiedlung sowie die neuapostolische Kirche.

## Politik
Der Stadtteil Jagstheim bildet eine Ortschaft mit eigenem Ortsvorsteher und Ortschaftsrat. Letzterer besteht aus zehn Ortschaftsräten und hat in einigen Angelegenheiten, die Jagstheim betreffen, Entscheidungsbefugnis.
Zusätzlich berät der Ortschaftsrat die Stadtverwaltung und ist bei allen übrigen Jagstheim betreffenden Entscheidungen des Gemeinderats zu hören.
Im Crailsheimer Gemeinderat stehen Jagstheim zwei Sitze zu, die nach Unechter Teilortswahl von allen Crailsheimer Bürgern gewählt werden.

### Wappen
Bereits 1383 wird ein Helpf Jagstheim erwähnt, dessen Wappen die beiden Schlüssel mit dem nach außen gekehrten Bart enthielt. Die Gemeinde übernahm ohne Änderungen das Wappen des Ortsadels.

## Kultur und Sehenswürdigkeiten
In Jagstheim stehen die Nikolauskirche und die ehemalige Pfannenburg.

### Freizeit
- Degenbachsee

### Vereine
In Jagstheim gibt es 13 eingetragene Vereine.
- Der Liederkranz Jagstheim 1828 e. V. ist der örtliche Gesangverein[5]

Der Liederkranz hat ca. 200 Mitglieder (aktiv und passiv) und besteht aus drei Abteilungen
- Der Stammchor mit 20 aktiven Sängern (klassische Chormusik, Musical bis Schlager)
- Der etwas andere Chor mit ca. 34 jungen Sängern. Das Repertoire umfasst Rock, Pop, Musical, Gospel.
- Die Jagstheimer HitKids ist eine Gruppe von ca. 20 Kindern zwischen 6 und 14 Jahren, die vor allem poppige Stücke singen.

- Der VfB Jagstheim 1946 e. V. ist der örtliche Sportverein

## Wirtschaft und Infrastruktur
Die Wirtschaft ist hauptsächlich landwirtschaftlich geprägt.

### Verkehr
Jagstheim ist an die Bundesstraße 290 angeschlossen. Der Bahnhof an der Bahnstrecke Goldshöfe–Crailsheim ist stillgelegt.

### Öffentliche Einrichtungen
In Jagstheim steht eine Außenstelle des Crailsheimer Rathauses, eine Sporthalle und ein Jugendraum.

### Bildung
Die Grundschule Geschwister-Scholl-Schule ist in Ingersheim, die per Schulbus (61a) angefahren wird. Zuvor existierte eine Grundschule in Jagstheim, die 2014 geschlossen wurde. Im Ort befinden sich zwei Kindertagesstätten.

## Söhne und Töchter des Ortes
- Ernst Berroth (1841–1911), württembergischer Landtagsabgeordneter
- Karl Berroth (1880–1920), württembergischer Landtagsabgeordneter
- Hugo Herrmann (1879–1943), Politiker, Reichstagsabgeordneter
- Paul Sturm (1865–vermutlich 1927), Leiter der Turnanstalt der Universität Tübingen von 1895 bis 1927